# 桜山 (逗子市)
桜山（さくらやま）は、神奈川県逗子市の町名。逗子中心市街地の南側、ほぼ田越川南岸に沿い、町名は桜山1丁目から9丁目まである。このほかに、逗子市沼間・葉山町長柄を隔て、飛地として丁目が振られていない「桜山大山」がある。両区域の合計面積は3.99平方キロメートルで、逗子市全域17.28平方キロメートルの約23％にあたり、逗子市を構成する8地区中最も広い。

## 地理

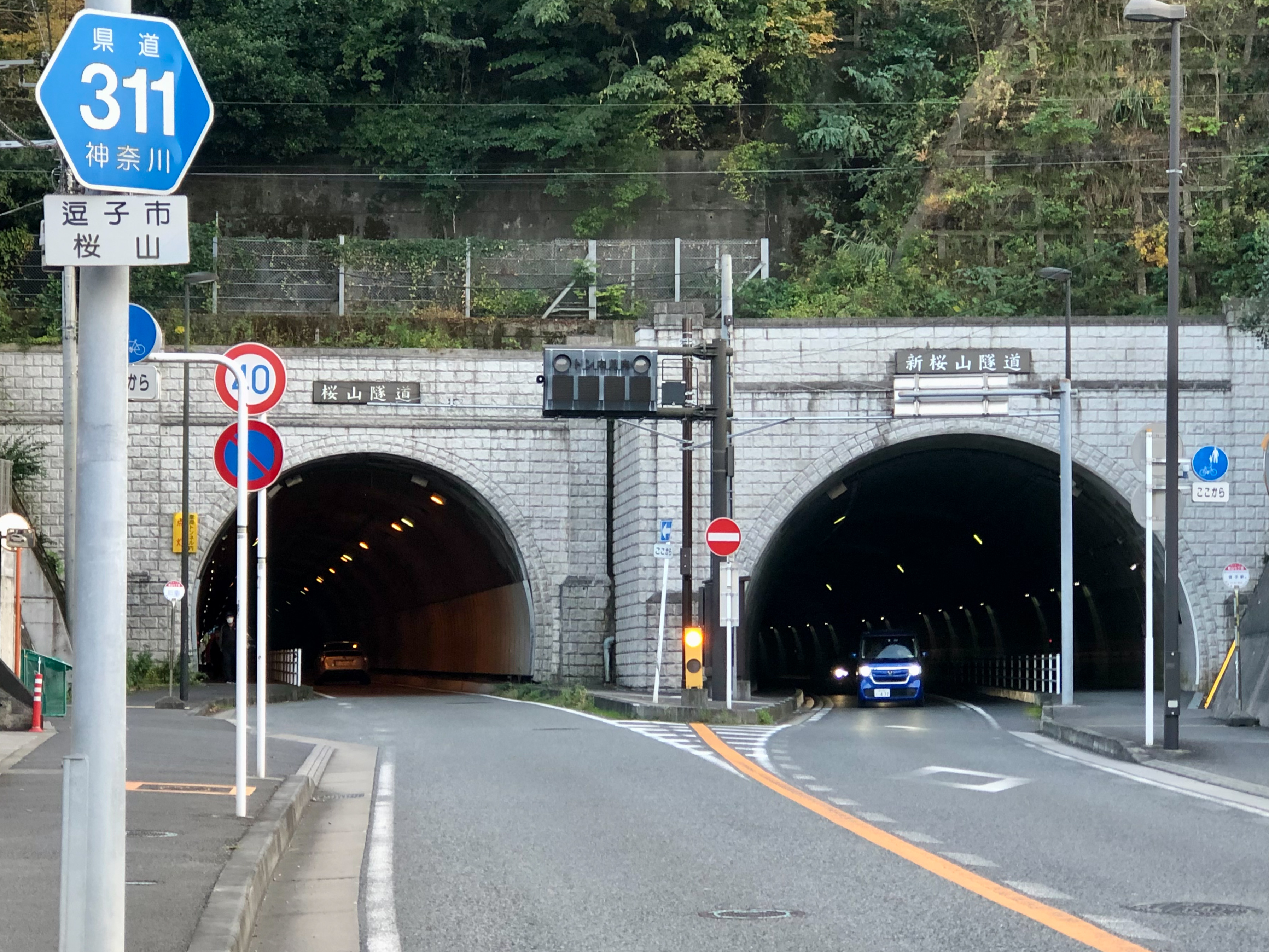
県道311号線と、葉山町との間の桜山隧道・新桜山隧道

桜山1～9丁目は逗子市街地南部にあって東西に長く、東は逗子市沼間、北は（西側から）逗子市池子、逗子、新宿に接し、南はおおよそ尾根を境に葉山町に接している。西端は田越川河口南岸で一部が相模湾に面する。
東部は、東西に神奈川県道24号横須賀逗子線が通る。24号線の北側に桜山1～4丁目がある。また、24号線の北におおよそ並行して、もともと海軍の横須賀軍港のために引かれた横須賀水道半原系統の上に作られたいわゆる「水道路（すいどうみち）」があり、数カ所に海軍水道の敷地の境界を示す海軍標石が残る。24号線の南側は、葉山町との間の尾根北斜面で、東から順に桜山5～9丁目がある。田越川河口近くの南岸部、桜山7丁目・8丁目間で神奈川県道311号鎌倉葉山線（田越橋－桜山隧道・新桜山隧道間）、桜山8丁目・9丁目間で国道134号（渚橋－長柄隧道間）が南北に貫通する。また、桜山８丁目では、再び県道24号線が田越川に沿って東西に走る（田越橋－渚橋間）。
また、おおよそ桜山神明社あたりを境に東側（沼間寄り）を上桜山、西側（海岸寄り）を下桜山とも呼ぶ。中央付近を中桜山と呼ぶ場合もある。
飛地である「桜山大山」は、森戸川源流にあたる山地で、桜山本体と同程度の面積を持つ。北部で逗子市沼間、東で横須賀市田浦大作町および田浦泉町、南部は葉山町上山口および一色、北西部は葉山町長柄と接している。西端近くを南北に神奈川県道217号逗子葉山横須賀線が地下区間（南郷トンネルおよび新沢トンネル、森戸川をまたぐ両トンネル間数十メートルのみ地上区間）で通過する以外に幹線道路の類は無く、それ以外では、尾根筋を中心に縦横にハイキング／トレッキングのコースが整備されている。

## 歴史

### 江戸時代まで
町域西南部、葉山町との境に神奈川県内最大級規模の2基の前方後円墳、「長柄桜山古墳群」が存在するほか、持田（もった）遺跡、岩ケ谷遺跡など、縄文時代から弥生時代、古墳時代にかけての遺跡が多く存在する。桜山から沼間にかけての田越川南岸の遺跡分布から見て、田越川沿いに上って東京湾側へと三浦半島を横断するルートは、古代の重要な交通路であったと考えられる。

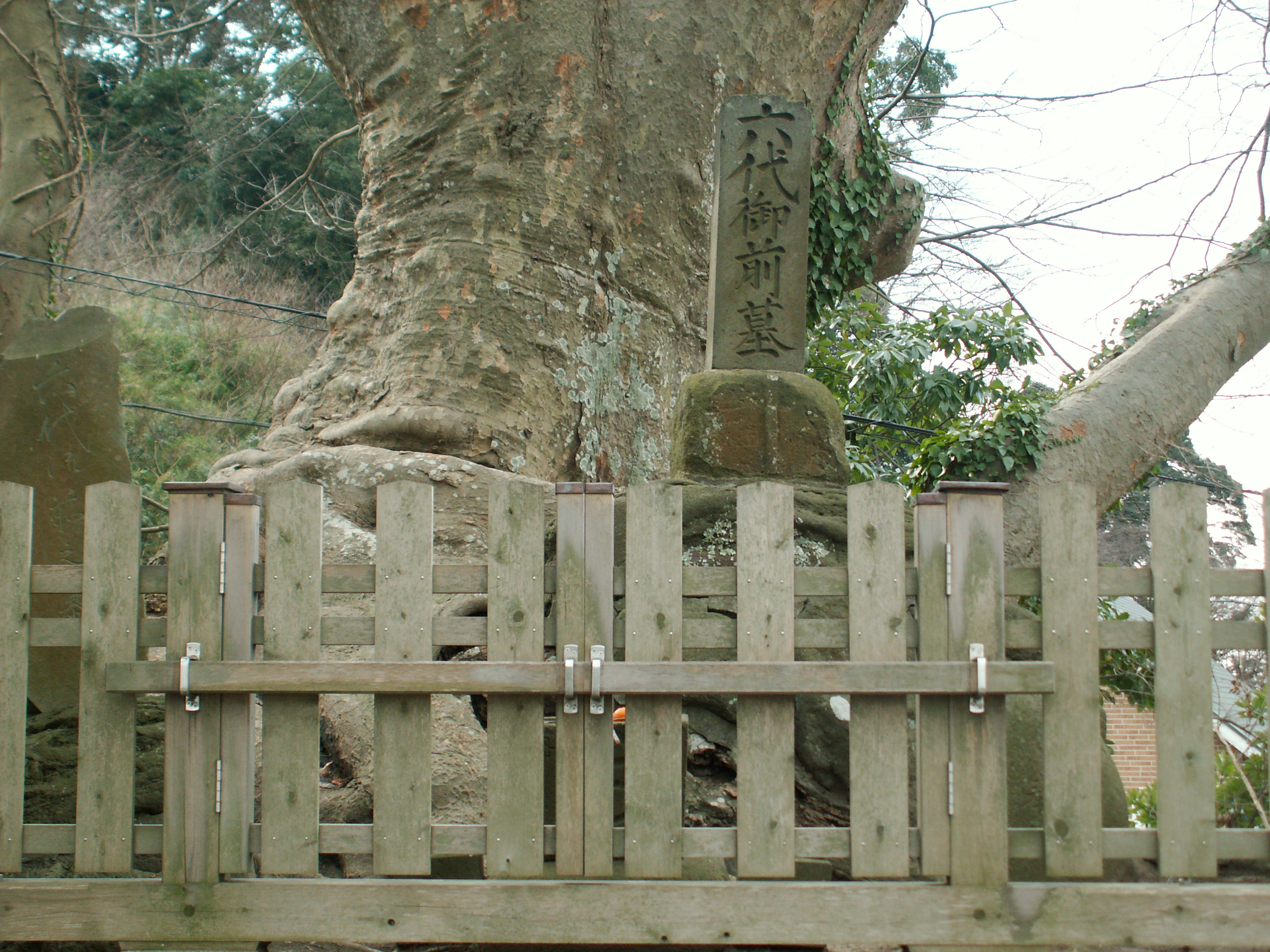
伝・平高清（六代御前）墓

「桜山」の地名は、古来、桜の木が多く生えていたからと言われ、江戸時代後期に書かれた地誌「三浦古尋録」は、かつて夢窓疎石が京に上る際、この地の桜を吉野に移植したとの説を紹介している。一方で、もともとは植物の桜とは関わりなく、田越川南側の丘陵地に切れ込む小谷戸が連続する地形を指して「サ（小さい）」「クラ（谷や崖）」と呼んだのではないかとの説もある。
鎌倉時代、田越河畔は鎌倉近郊の処刑場として使われたと考えられ、平清盛の曾孫で、清盛嫡流の最後の1人であった平高清（六代御前）も、一時は頼朝によって助命されるも、頼朝の死後、この辺りで斬首された。その死を哀れんだ村人によって田越川のほとりに葬られたと伝えられ、現・桜山8丁目に「六代御前墓」と記された石碑が立っている。また、命日とされる7月26日には、毎年「六代御前供養祭」が行われている。
江戸時代後期、天保年間に編纂された「新編相模国風土記稿」には、前述と同様の桜山の地名の由来に加え、村の規模、産業、領主等につき以下のように記述されている。
「新編相模国風土記稿」に記された以降も数度の領主変更があったが、慶応3年以降は天領となり、江戸幕府の代官支配下で明治を迎えた。
江戸時代におけるその他の主な出来事としては、1707年（宝永4年）の富士山宝永大噴火により田畑に火山灰が2、3寸も積もり、翌年、御救金が下されたこと、1782年（天明2年）、もともと桜山村、逗子村の村境であった岩瀬川（田越川古流）が川筋が変わり田畑として開墾されたが桜山・逗子両村の争いとなったこと、天明年間中に田越橋が掛けられるものの、その後何度も大破し、再建は両岸の桜山村・小坪村（現在の新宿は、当時は小坪村の一部だった）の負担となったこと、特に幕末には異国船対策のために村人が幾度か人足として駆り出されたこと、などが挙げられる。

### 明治時代以降
明治になり、逗子村外六ヶ村の成立を経て、1889年（明治22年）には逗子村、山野根村、沼間村、池子村、久木村、小坪村と合併、現・逗子市の元となる田越村が成立。桜山村は田越村の大字となった。後、田越村は1913年（大正2年）に逗子町と改称。戦時中の横須賀市編入を経て、1950年には再び分離、1954年には市政施行により逗子市が成立。この地も「逗子市桜山」となった。
近代における桜山は、現・逗子市域の中でも早く開けた地域で、特に海岸に近い下桜山は葉山御用邸も近く、風光明媚でもあったことから、高級別荘も多く作られた。一方、上桜山は昭和30年代までもまだ田園風景が多かったが、その後は宅地開発が進んだ。
1979年、桜山のマンションに居住する実業家が商品開発を目的に大量の酸化トリウム(IV)を保有していたことが発覚。日本原子力研究所により住民の健康影響調査が行われた（結果的に放射線は許容量以下であり、健康への影響はなし）。

## 桜山大山
飛地である「桜山大山」が桜山の持ち分となった経緯についてははっきりしないものの、桜山の昔を語る会編「郷土誌さくらやま」（2001年）には、「元は長柄村のものであったが、江戸時代、土地の広さに応じて課せられた荷役に耐えかね、長柄では困って酒二升を付けて桜山に引き取ってもらった」、および「小田原北条の時代に年貢として多くの茅を小田原まで上納せねばならず、困った長柄が桜山に引き取ってもらった」の2説を紹介している。例えば江戸時代に土地の広さに応じて荷役が課せられることはなかったなど細部の信憑性には欠けるが、「元は長柄村の持ち分であったが、税のために持て余し桜山村に引き取ってもらった」という筋書きは共通している。
1773年（安永2年）の桜山明細帳には「当村持ち分大山の外、秣場御座無く候。右大山え、道法壱里、所により弐里余御座候。この山にて馬草・薪かり取り申し候」とあり、近世、ここは桜山村の飼料・薪の採収地として利用されてきたことが判る。したがって、現在は一部がスギ・ヒノキ等の植林、ほか大部分が天然林（二次林）となっているが、かつては定期的に伐採・山焼きなどが行われた草地であったと考えられる。
現在の桜山大山地区は全域が地域森林計画対象民有林であり、「逗子市緑の基本計画」では「二子山地区（桜山大山・森戸川源流域）」として、骨格緑地保全ゾーン／大規模緑地拠点に指定されている。神奈川県が推進する「三浦半島公園圏構想」では、桜山大山一帯の「二子山地区」は「国営公園連携地区」に位置付けられている。
また、サンコウチョウ、オオルリ、キビタキなど野鳥の繁殖地としても貴重であり、鳥獣保護地域に指定されるとともに、1992年には「かながわの探鳥地50選」にも選ばれている。
なお、現在は山深い雰囲気のある桜山大山だが、田浦方面に続く尾根上に「文政三辰八月吉日」（1820年）「牛馬安全」と刻まれた馬頭観音があり、近世、この尾根筋が桜山や沼間と田浦方面との往来に使われていたことが伺われる。

## 世帯数と人口
2021年（令和3年）10月1日現在（逗子市発表）の世帯数と人口は以下の通りである。
| 丁目       | 世帯数    | 人口     |
| ---------- | --------- | -------- |
| 桜山一丁目 | 466世帯   | 1,048人  |
| 桜山二丁目 | 480世帯   | 1,067人  |
| 桜山三丁目 | 511世帯   | 1,221人  |
| 桜山四丁目 | 438世帯   | 989人    |
| 桜山五丁目 | 823世帯   | 1,879人  |
| 桜山六丁目 | 661世帯   | 1,635人  |
| 桜山七丁目 | 566世帯   | 1,252人  |
| 桜山八丁目 | 567世帯   | 1,327人  |
| 桜山九丁目 | 231世帯   | 499人    |
| 計         | 4,743世帯 | 10,917人 |

「桜山大山」地区に関しては、山間部で住宅の建築も規制されており、統計上は居住者はいない。

### 人口の変遷
国勢調査による人口の推移。
| 年                 | 人口   |
| ------------------ | ------ |
| 1995年（平成7年）  | 10,538 |
| 2000年（平成12年） | 10,277 |
| 2005年（平成17年） | 10,411 |
| 2010年（平成22年） | 10,463 |
| 2015年（平成27年） | 10,731 |
| 2020年（令和2年）  | 10,952 |

### 世帯数の変遷
国勢調査による世帯数の推移。
| 年                 | 世帯数 |
| ------------------ | ------ |
| 1995年（平成7年）  | 3,905  |
| 2000年（平成12年） | 4,040  |
| 2005年（平成17年） | 4,222  |
| 2010年（平成22年） | 4,341  |
| 2015年（平成27年） | 4,518  |
| 2020年（令和2年）  | 4,705  |

## 学区
市立小・中学校に通う場合、学区は以下の通りとなる（2023年2月時点）。
| 丁目       | 番・番地等             | 小学校             | 中学校             |
| ---------- | ---------------------- | ------------------ | ------------------ |
| 桜山一丁目 | 全域                   | 逗子市立逗子小学校 | 逗子市立逗子中学校 |
| 桜山二丁目 | 全域                   | 逗子市立逗子小学校 | 逗子市立逗子中学校 |
| 桜山三丁目 | 全域                   | 逗子市立沼間小学校 | 逗子市立沼間中学校 |
| 桜山四丁目 | 全域                   | 逗子市立沼間小学校 | 逗子市立沼間中学校 |
| 桜山五丁目 | 下記以外               | 逗子市立沼間小学校 | 逗子市立沼間中学校 |
| 桜山五丁目 | 525番地の1〜526番地の1 | 逗子市立逗子小学校 | 逗子市立逗子中学校 |
| 桜山六丁目 | 全域                   | 逗子市立逗子小学校 | 逗子市立逗子中学校 |
| 桜山七丁目 | 全域                   | 逗子市立逗子小学校 | 逗子市立逗子中学校 |
| 桜山八丁目 | 全域                   | 逗子市立逗子小学校 | 逗子市立逗子中学校 |
| 桜山九丁目 | 全域                   | 逗子市立逗子小学校 | 逗子市立逗子中学校 |

## 事業所
2021年（令和3年）現在の経済センサス調査による事業所数と従業員数は以下の通りである。
| 大字・丁目       | 事業所数  | 従業員数 |
| ---------------- | --------- | -------- |
| 桜山・桜山一丁目 | 23事業所  | 83人     |
| 桜山二丁目       | 28事業所  | 183人    |
| 桜山三丁目       | 33事業所  | 255人    |
| 桜山四丁目       | 62事業所  | 824人    |
| 桜山五丁目       | 48事業所  | 482人    |
| 桜山六丁目       | 41事業所  | 343人    |
| 桜山七丁目       | 10事業所  | 28人     |
| 桜山八丁目       | 37事業所  | 315人    |
| 桜山九丁目       | 18事業所  | 163人    |
| 計               | 300事業所 | 2,676人  |

### 事業者数の変遷
経済センサスによる事業所数の推移。
| 年                 | 事業者数 |
| ------------------ | -------- |
| 2016年（平成28年） | 301      |
| 2021年（令和3年）  | 300      |

### 従業員数の変遷
経済センサスによる従業員数の推移。
| 年                 | 従業員数 |
| ------------------ | -------- |
| 2016年（平成28年） | 2,260    |
| 2021年（令和3年）  | 2,676    |

## 施設

### 公共
- 神奈川県逗子警察署
- 逗子市消防本部
- 逗子市浄水管理センター
- 逗子市郷土資料館（蘆花記念公園内・財政難により2018年4月より休館中）

### 公園
- 桜山中央公園
- 蘆花記念公園

### 教育
- 神奈川県立逗子葉山高等学校（旧・神奈川県立逗葉高等学校）

### 神社仏閣
- 桜山神明社
- 子ノ神社
- 山野神社
- 田越神明社
- 観蔵院
- 金剛寺
- 宗泰寺

### 史跡・文化財
- 長柄桜山古墳群（国指定史跡）
- 六代御前の墓伝説地（市指定史跡）
- 「鐙摺の不整合」の露頭（県および市指定天然記念物）
- 国木田独歩文学碑
- 「蘆花　独歩ゆかりの地」碑

## その他

### 日本郵便
- 郵便番号 : 249-0005[3]（集配局 : 逗子郵便局[27]）。